# Magda Raemaekers
Magda Raemaekers (Donk, 24 mei 1947) is een voormalig Belgisch politica voor de sp.a.

## Levensloop
Magda Raemaekers was beroepshalve ambtenaar.
Ze werd politiek actief voor de socialistische partijen SP en sp.a en werd in oktober 1976 voor het eerst verkozen tot gemeenteraadslid van Herk-de-Stad. Ze bleef dit tot in 1988 en was van 1983 tot 1988 schepen van de stad. Van 1995 tot 2004 en van 2007 tot 2015 was Raemaekers opnieuw gemeenteraadslid van Herk-de-Stad. In januari 2004 werd ze er OCMW-voorzitter, een functie waarin ze partijgenoot René Bartolomivis opvolgde. Na de lokale verkiezingen van oktober 2006 werd ze in januari 2007 aangesteld als eerste schepen met de bevoegdheden Sociale Zaken, Gehandicaptenbeleid, Seniorenbeleid en Dienstencentrum, Emancipatiezaken (Gelijke Kansen) en Tewerkstelling. Tevens was ze PWA-voorzitter en medevoorzitter van de Zorgcampus. In 2007 verving ze tijdelijk burgemeester Paul Buekens. Ze bleef schepen tot de lokale verkiezingen van oktober 2012 en zetelde daarna nog tot begin 2015 in de gemeenteraad van Herk-de-Stad.
Bij verscheidene federale verkiezingen stond Raemaekers als opvolger op de sp.a-kieslijst in de kieskring Limburg. Ze werd tweemaal lid van de Kamer van volksvertegenwoordigers: eerst van december 2006 tot juni 2007 na het ontslag van Hilde Claes en daarna nog van juli 2009 tot juni 2010 ter opvolging van Peter Vanvelthoven.
Daarnaast werd Magda Raemaekers benoemd tot officier in de Kroonorde.